# Cortinarius cinnabarinus
Cortinarius cinnabarinus Fr., Epicrisis systematis mycologici (Uppsala): 287 (1838).
Il Cortinarius cinnabarinus è una specie abbastanza facile da determinare per i suoi caratteri cromatici ed il suo habitat preferito.

## Descrizione della specie
Cappello
2,5–6 cm di diametro, inizialmente emisferico o conico-campanulato, poi convesso, infine appianato, talvolta con un largo umbone centrale, con il margine involuto; la cuticola liscia, non vischiosa, igrofana, glabra, rosso cinabro oppure rosso arancione se secca, rosso-bruno se umida.
Lamelle
Larghe, adnate, uncinate, concolori al cappello, inizialmente rosso-cinabro poi bruno-cannella, con il filo seghettato.
Gambo
3-6 x 0,5-1,5 cm, cilindrico, flessibile, sodo, prima pieno poi cavo, concolore al cappello, con superficie longitudinalmente percorsa da fibrille sericee rosso-scuro, su fondo rosso-arancio, ricoperto alla base da un feltro miceliare color rosso-cinabro.
Carne
Soda, igrofana, giallo-arancio o arancio-pallido, rosso-arancio sotto la cuticola.
- Odore: rafanoide.
- Sapore: analogo.

Spore
Ellissoidali 7-10 x 4,5-5,5 µm, con fitte verruche, di colore bruno-ruggine.

## Habitat
Poco comune, cresce gregario, in estate-autunno, in boschi di latifoglie, preferibilmente sotto faggi, ma anche sotto querce e carpini.

## Commestibilità
Velenoso.

## Etimologia
- Genere: dal latino Cortinarius = attinente alle cortine, per i caratteristici residui del velo parziale.
- Specie: dal latino cinnabarinus = rosso come il cinabro.

## Sistematica
Alcuni autori collocano il C. cinnabarinus nel sottogenere Dermocybe, altri invece lo collocano nel sottogenere Telamonia.

## Specie simili
- Cortinarius orellanus e Cortinarius speciosissimus (sottogenere Leprocybe).
- Cortinarius sanguineus, che però cresce sotto le conifere.

## Sinonimi e binomi obsoleti
- Dermocybe cinnabarina (Fr.) Wünsche, Die Pilze: 125 (1877)